# Albin Höglund
Albin Erik Höglund, med konstnärsnamn Albin Biblom, född 8 augusti 1975, är en svensk fotograf och dokumentärfilmare.
Albin Höglund är son till Erik Höglund och Ingrid Höglund. Han utbildade sig 1993–1994 i fotografering på International Center of Photography i New York i USA och 1998–1999 på Gerrit Rietveld Academie i Amsterdam i Nederländerna. Han hade sin första utställning 1994 med  New York by Night på NoHo Gallery, i New York. 

## Filmer i urval
- Pappa & jag, 2000[3]
- Dagen då pappa dog 1998

## Offentliga verk i urval
- Ljungbackens dansbana, fotokollage, foton och akrylglas, 200 x 160 centimeter och 80 x 110 centimeter, Ljungbackens äldreboende i Järna, 2007
- Fotokollage, foton och akrylglas, diameter 200 centimeter, de nordiska ambassadernas hus i Berlin i Tyskland, 2007